# Portulaca nivea
Portulaca nivea är en portlakväxtart som beskrevs av Karl von Poellnitz. Portulaca nivea ingår i släktet portlaker, och familjen portlakväxter. Inga underarter finns listade i Catalogue of Life.